# 高村真耶
高村 真耶（たかむら まや、3月30日 - ) は、グラフィックデザイナー。MAYA名義で『beatmania IIDX』をメインに、キャラクターデザイン、ムービークリップの制作を手がける。
大阪芸術大学芸術学部デザイン学科情報デザインコース卒業後、コナミに入社。2008年に同社を退社し、フリーランスのイラストレーターとして活動開始。
2008年5月29日には画集『puzzle MAYA TAKAMURA's Piece』を発売した（コナミスタイル専売）。
2018年2月13日、『少年ジャンプ+』（集英社）にて初めての少年漫画『ヨルの鍵』を連載開始。
既婚者。
高村真耶本人のTwitterアカウントの位置情報には「ウィキが一番詳しい」と書かれていて当記事へのリンクが貼られている。

## beatmania IIDXシリーズ
ここではMAYAが『beatmania IIDX』でムービーを手がけた曲名を挙げる。ムービーに登場するキャラクターについてはbeatmania IIDXの登場キャラクター#MAYAによるキャラクターを参照。

### 11 IIDX RED
- BLOCKS
- GENOCIDE
- HORIZON
- listen to yourself
- Secret of Love

### 12 HAPPY SKY
- Listen up
- Little Little Princess
- Love Magic
- Twelfth Style
- SigSig
- Xepher

### 13 DistorteD
- Bloody Tears (IIDX EDITION)
- EURO ROMANCE
- Leaving…
- So Fabulous !!
- The Dirty of Loudness
- tripping contact
- tripping contact (teranoid & MC Natsack Remix)
- Zenius -I- vanisher
- 華蝶風雪

### 14 GOLD
- Air Bell
- Blind Justice 〜Torn souls, Hurt Faiths〜
- KAMAITACHI
- Love Again...
- never…
- VANESSA
- シティ・エンジェル
- 花吹雪 〜IIDX LIMITED〜

### 15 DJ TROOPERS
- ICARUS
- JOURNEY TO "FANTASICA" (IIDX LIMITED)
- Ristaccia
- scar in the earth

### 16 EMPRESS
- smooooch･∀･
- Turii ～Panta rhei～

### 17 SIRIUS
- Raison d'être～交差する宿命～
- being torn the sky
- Light Shine
- Bad Maniacs
- D（PARALLEL ROTATION DJ TROOPERSフォルダ曲）

### 18 Resort Anthem
- reunion
- おおきなこえで
- ZETA ～素数の世界と超越者～

### 19 Lincle
- 蛇神（かがち）

## pop'n musicシリーズ
ここではMAYAが『pop'n music』で手がけたキャラクター名を挙げる。キャラクターの詳細についてはpop'n musicの登場キャラクターを参照。

### 13 カーニバル
- キャプテンジョリー
- タロー

### 14 FEVER!
- Bis子(衣装の再デザイン)

### 16 PARTY♪
- SigSig（『beatmania IIDX12 HAPPY SKY』に収録されている「SigSig」のムービー内に登場するキャラクター）
- ノクス、マタン（『beatmania IIDX14 GOLD』に収録されている「Blind Justice 〜Torn souls, Hurt Faiths〜」ムービー内に登場するキャラクター

### 18 せんごく列伝
- ギジリ

### 19 TUNE STREET
- Smooooch（『beatmania IIDX16 EMPRESS』）に収録されている「Smooooch・∀・」のムービー内に登場するキャラクター）

### 20 fantasia
- ア・ミリア

### pop'n music portable2
- ぐわんぜさま

## REFLEC BEATシリーズ
ここではMAYAが『REFLECBEAT』でジャケットを手がけた曲名を挙げる。

### 初代
- Wuv U
- L'erisia(Primal Logic)

### limelight
- Flip Flap
- meme

### colette
- Clumsy thoughts
- guerre á outrance
- Blind Justice ～Torn souls, Hurt Faiths～
- 梅雪夜

### groovin'!!
- アヴァロンの丘
- Poochie

### VOLZZA
- Crystalia

### 悠久のリフレシア
- 黒紅掬い
- Laevateinn -無響鐘剣-
- with Uisce
- Deadman falling
- The Reflesia of Eternity

## CHUNITHM
- 2015年7月16日セガから稼動した音楽ゲーム。
- トラウマ系変拍子「overcome」/SPICA MUSICA 景山将太 - ムービーおよびジャケット
- 「Alma」/光田康典 -ムービーおよびジャケット

## コラボレーションCD
kors k & MAYA Xenna EP - 2015年のコミックマーケット(C88)で発売
- Kors kとのコラボCD

## その他

### cyber beatnation 1st conclusion
- 2006年12月14日発売のCD。
- ジャケットのデザインなどを手がけている。

### The Epic of Zektbach
- Zektbachの公式サイト。
- サイトのほぼ全てのデザインを手がけている。

### The Epic of Zektbach -Ristaccia-
- コナミスタイルにて2009年3月21日に発売され、CDのジャケットとDVDに収録されている4曲のムービーを担当。

その他にも豪華版についている絵本にも書き下ろしを描いている。

### The Epic of Zektbach -FRAGMENTS OF ARIA TE'LARIA-
- コナミスタイルにて2010年3月24日に発売された通常版CDのジャケットを担当。
- 豪華版は2010年3月28日に発売。付属DVD、CDのジャケットを担当。

（通常版CDのジャケット絵は、ピアノ譜面本内に収録されている。）

### The Epic of Zektbach　Novel CD Series ～Blind Justice～
- コナミスタイルにて2010年9月22日に発売されるドラマCD。
- ジャケットとパスケースセットのケースやオリジナルe-AMSEMENT PASSのデザインを手がけている。

### The Epic of Zektbach -Masinowa-
- コナミスタイルで2011年3月21日に発売されるZektbach 2ndアルバム。
- DVD CDジャケットのデザイン・DVDに収録されるムービーを手がけている

また、タロットセットについてくるタロットカードも彼女が手がけている

### The Epic of Zektbach　第一章　シャムシールの舞
- コナミスタイルで2011年3月21日に発売されるZektbach初のOVA。
- DVDのジャケットを手がけている。

### MATERIAL
- コナミスタイルで2011年10月27日に発売されるTatshのアルバム。
- 表紙とブックレットのイラストを担当している。

### きせかえ無料ポータル「Myモード」
SPアーティスト参加で2009年12月7日から作品を配信している。
2011年6月現在32種類が配信中。
- Crow
- Crow II
- Twin Santa
- Wrapping
- 南天燭
- Yarn Queen
- Doki Doki
- vino de la luna
- さくら舞う

他

### LINEスタンプ
まいにちばぶぅなど11種類を配信中。

### 「真・女神転生IMAGINE」
アバターデザイン(4体)とイラスト(1点)を描画。
アバターについては2009年12月24日～2010年1月21日まで販売となった。

### 「TAROT -ENIE- MAYA TAKAMURA 」
コトブキヤから2011年12月22日に発売予定、同年8月より予約開始。
価格：3150円（税込）。
タロットカードのイラストは全て書き下ろしである。
- MAYAの直筆サイン入りカード（10枚限定）がランダムで封入される予定。
- 「複製動画展　TAROT -ENIE- MAYA TAKAMURA 」が2011年12月22日から12月31日までコトブキヤ秋葉原館5階で行われた。

### GAINAX Toppage Gallery 「天元突破グレンラガン」
MAYA作成のGAINAXのサイトのトップページイラストを期間限定で公開。
掲載期間2012年5月4日～5月11日
現在はバックナンバー（外部リンク参照）で見ることが出来る。

### The Epic of Zectbach ゼクトバッハ叙事詩公式ガイドブック
価格：4500円（税抜）。
- 富士見書房から2013年3月28日に発売される完全予約限定生産の公式ガイドブック。[2]
- 書き下ろしカバーアートや設定資料などが収録される予定。

### puzzle MAYA TAKAMURA's Piece
一部楽曲と実写ムービー※を除いたイラスト集である（コナミスタイル専売）。
(※HHHのSo Fablious!!等)
豪華・通常版共にXepherをコミカライズ（漫画化）した物が収録されている。
- 2008年5月29日発売『puzzle MAYA TAKAMURA's Piece』豪華版（完売）

（書籍に専用化粧箱・楽曲のムービーが収録されているDVD・300ピースのジグソーパズルが付属）
- DVDに隠しコマンドが存在し入力に成功するとMAYA製作のbeatnation summitの動画を見る事が出来る。

- 2009年5月29日発売『puzzle MAYA TAKAMURA's Piece』通常版（書籍のみ）
- 書籍のみの為化粧箱やDVDのイラスト初出の箇所に「豪華版に付属されていた物です」と修正されている。

また、「初版」ではなく「二版」となっている。
- こちらは完売等はなく数回再版されている。
- 画集第二弾が予告されている。[3]

### ミイカ高村真耶画集
約6年ぶりの画集第2弾。
- 2014年7月25日発売予定

- 豪華版
- コトブキヤとコナミスタイル専売される予定。
- 特製専用化粧箱、A4ミニポスター、描き下ろしイラスト5枚+専用ファイル、ペーパーナイフが付属。

- 通常版（書籍のみ）
- コトブキヤ、コナミスタイル、アニメイト、あみあみ、Amazonなどで発売される予定。